# Scelte del primo giro nel draft degli Houston Texans

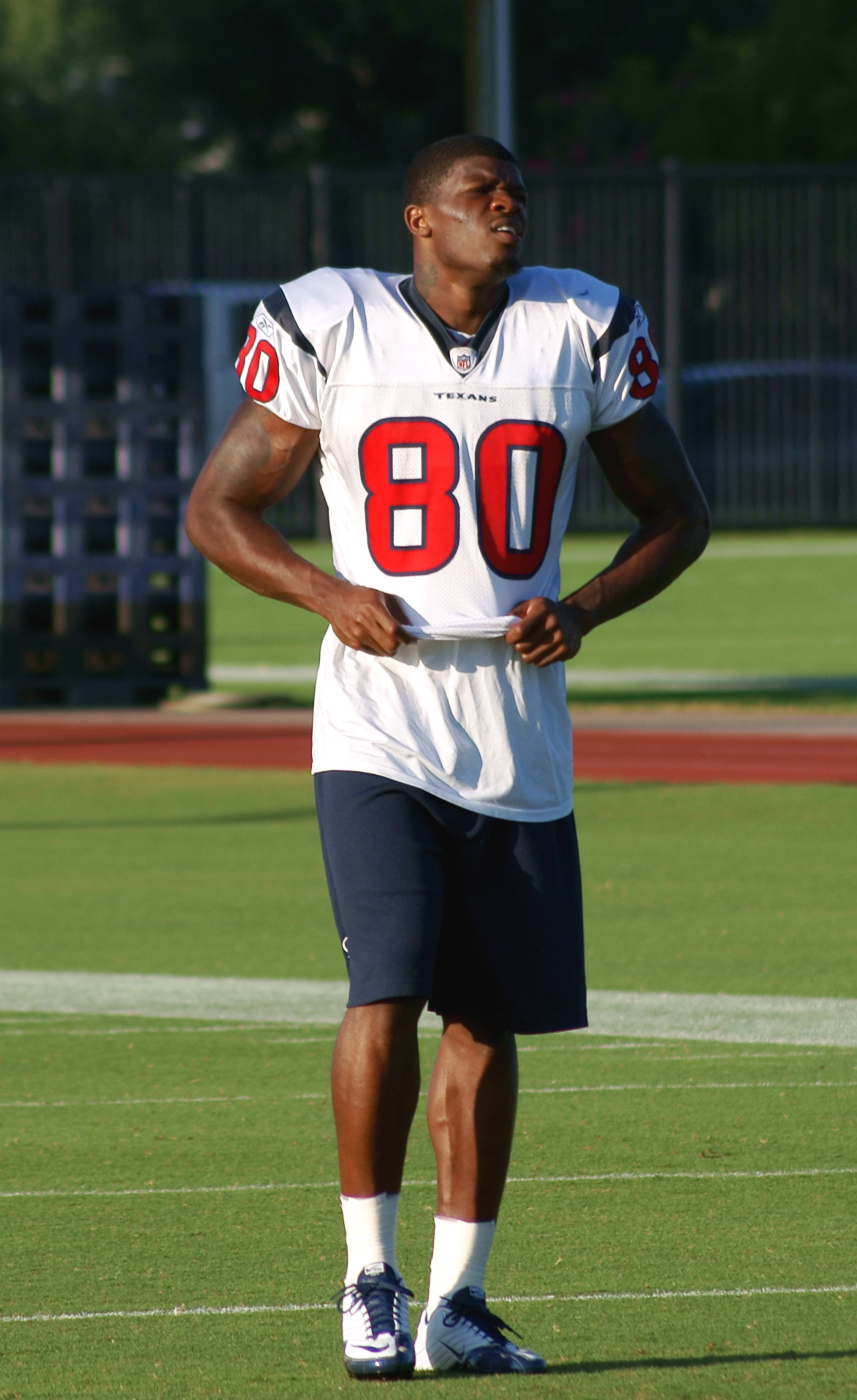
Andre Johnson, 2003

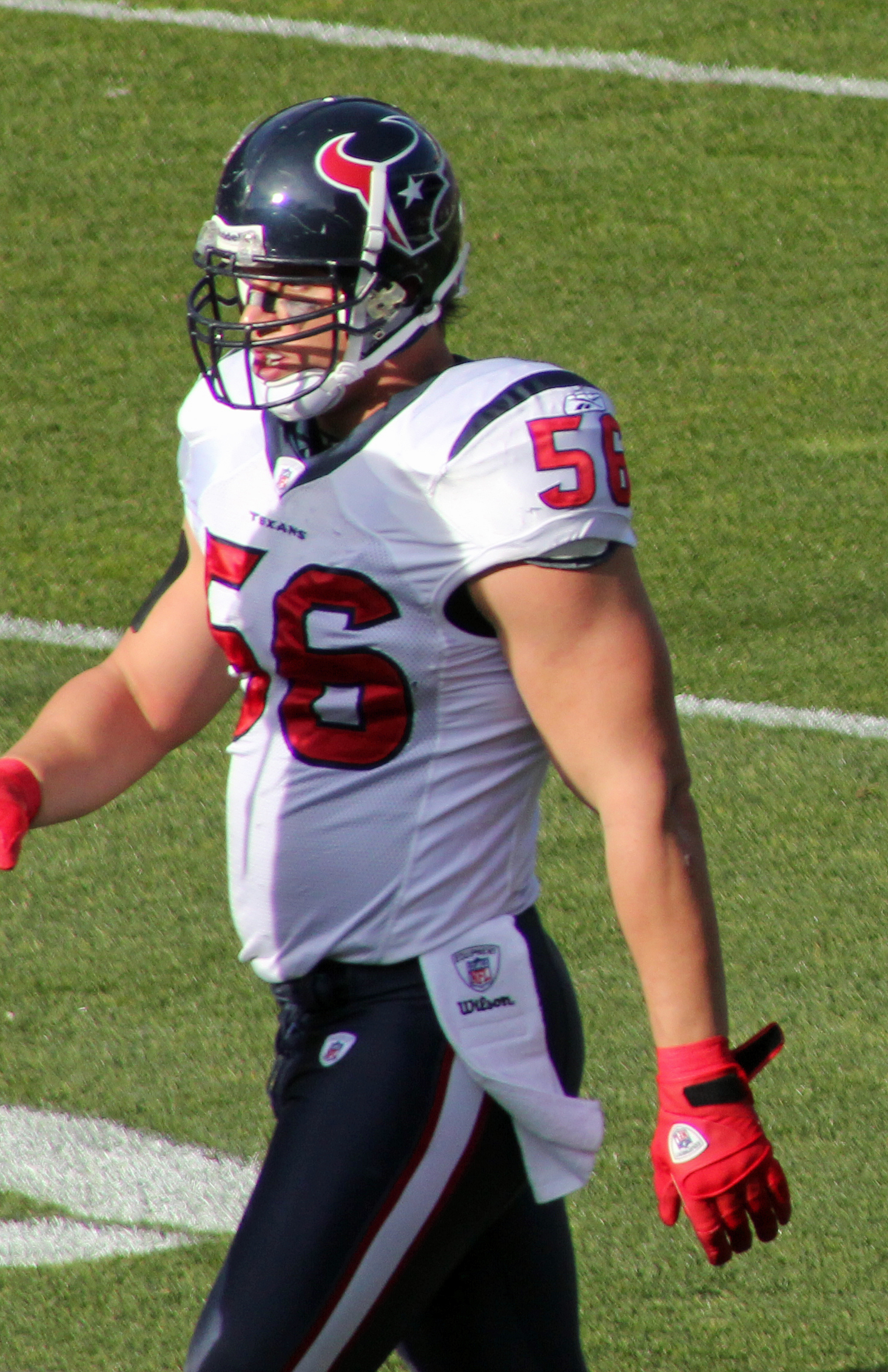
Brian Cushing, 2009

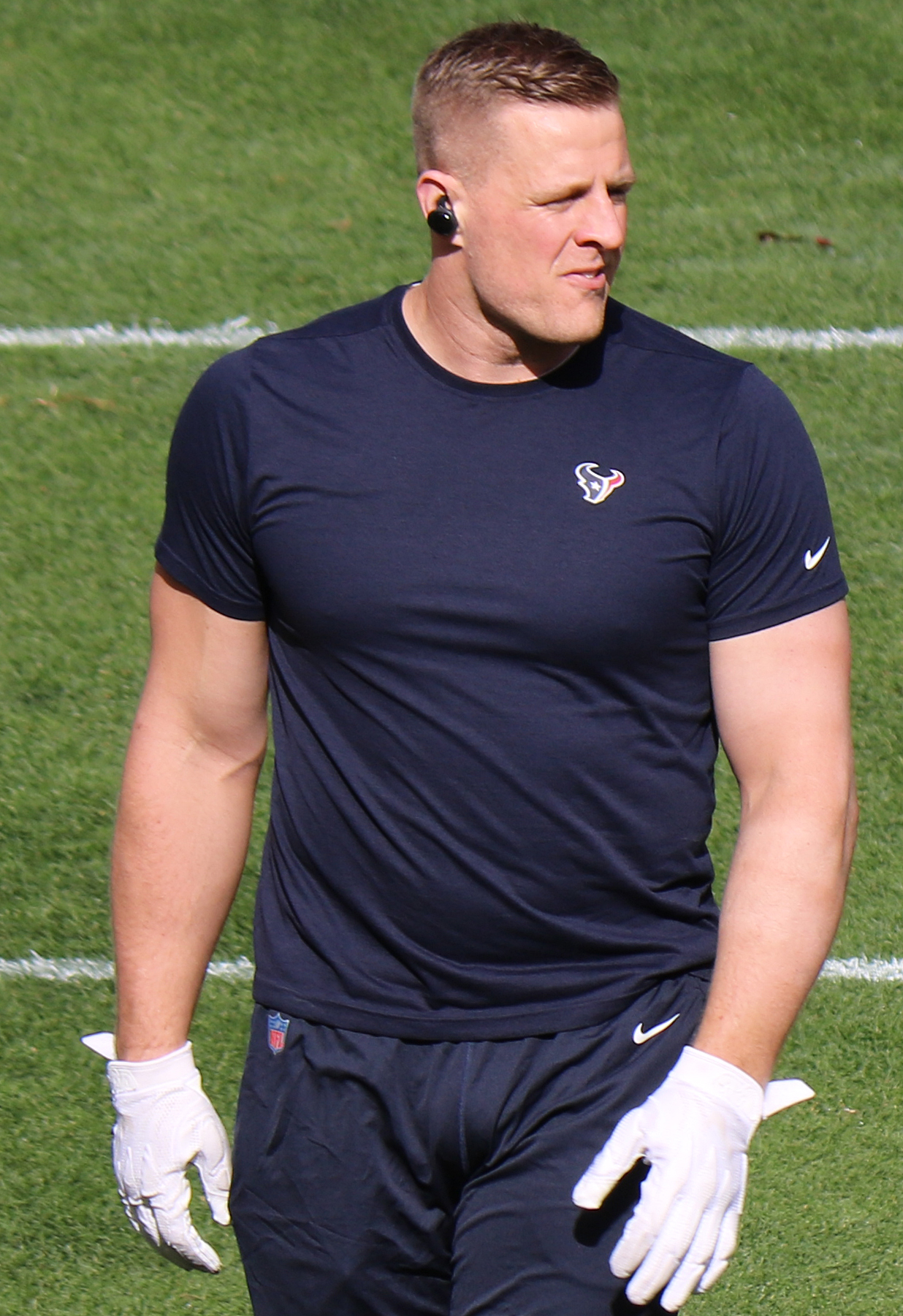
J.J. Watt, 2011

Gli Houston Texans approdarono nella National Football League (NFL) nel 2002. La prima scelta della storia della squadra fu David Carr, un quarterback dalla Fresno State University. La scelta del primo giro più recente della squadra è stato Tytus Howard, un offensive tackle da Alabama State.
I Texans hanno detenuto tre volte la prima scelta assoluta, selezionando David Carr nel 2002, Mario Williams nel 2006 e Jadeveon Clowney nel 2014. La squadra non ha mai avuto la seconda scelta assoluta mentre ha avuto la terza una volta, scegliendo Andre Johnson. 

## Le scelte
| Scelto come primo assoluto | Ancora nel roster dei Texans |

| Anno | Scelta | Nome             | Ruolo              | College              | Note                                                                             |
| ---- | ------ | ---------------- | ------------------ | -------------------- | -------------------------------------------------------------------------------- |
| 2002 | 1      | David Carr       | Quarterback        | Fresno State         | Prima scelta della storia della franchigia. Accettò il contratto prima del draft |
| 2003 | 3      | Andre Johnson    | Wide receiver      | Miami (FL)           | 7 convocazioni per il Pro Bowl, 5 volte All-Pro                                  |
| 2004 | 10     | Dunta Robinson   | Cornerback         | South Carolina       |                                                                                  |
| 2004 | 27     | Jason Babin      | Defensive end      | Western Michigan     |                                                                                  |
| 2005 | 16     | Travis Johnson   | Defensive tackle   | Florida State        |                                                                                  |
| 2006 | 1      | Mario Williams   | Defensive end      | North Carolina State | 4 convocazioni per il Pro Bowl. Una volta All-Pro                                |
| 2007 | 10     | Amobi Okoye      | Defensive tackle   | Louisville           | Più giovane giocatore della storia moderna del draft                             |
| 2008 | 26     | Duane Brown      | Offensive tackle   | Virginia Tech        |                                                                                  |
| 2009 | 15     | Brian Cushing    | Outside linebacker | Southern California  | Una convocazione per il Pro Bowl. Rookie difensivo dell'anno                     |
| 2010 | 20     | Kareem Jackson   | Cornerback         | Alabama              |                                                                                  |
| 2011 | 11     | J.J. Watt        | Defensive end      | Wisconsin            | 5 convocazioni per il Pro Bowl. 5 volte All-Pro. 3 volte Difensore dell'anno     |
| 2012 | 26     | Whitney Mercilus | Defensive end      | Illinois             |                                                                                  |
| 2013 | 27     | DeAndre Hopkins  | Wide receiver      | Clemson              |                                                                                  |
| 2014 | 1      | Jadeveon Clowney | Defensive end      | South Carolina       | 3 convocazioni per il Pro Bowl. Una volta All-Pro                                |
| 2015 | 16     | Kevin Johnson    | Cornerback         | Wake Forest          |                                                                                  |
| 2016 | 21     | Will Fuller      | Wide receiver      | Notre Dame           |                                                                                  |
| 2017 | 12     | Deshaun Watson   | Quarterback        | Clemson              | Una convocazione per il Pro Bowl                                                 |
| 2019 | 23     | Tytus Howard     | Offensive tackle   | Alabama State        |                                                                                  |